# Cabricán
Cabricán est une ville du Guatemala dans le département de Quetzaltenango.